# 50 فرجينيا
فرجينيا (أو 50 فرجينيا وفق تسمية الكوكب الصغير) (بالإنجليزية: 50 Virginia)‏ هو كويكب ضمن حزام الكويكبات؛ وهو الكويكب الخمسون من حيث ترتيب الاكتشاف.
اكتشف جيمس فيرغسون هذا الكويكب في الرابع من أكتوبر سنة 1857؛ وأسماه «فرجينيا»، إما على اسم فرجينيا بطلة إحدى الروايات الرومانية، أو على اسم ولاية فرجينيا الأمريكية.